# Așezarea fortificată de la Someșu Rece
Așezarea fortificată de la Someșu Rece (situată în punctul "Cetate", în raza localității Someșu Rece, județul Cluj) este înscrisă pe lista monumentelor istorice din județul Cluj elaborată de Ministerul Culturii și Patrimoniului Național din România în anul 2015 (cod LMI CJ-I-s-A-07177.02).